# Sandra Day O'Connor

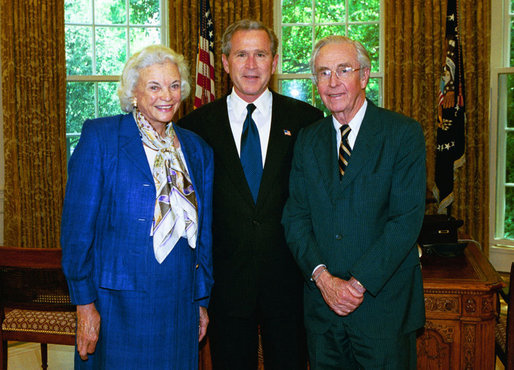
Sandra Day O'Connor, George W. Bush och O'Connors make 2004.

Sandra Day O'Connor, född 26 mars 1930 i El Paso, Texas, död 1 december 2023 i Phoenix, Arizona, var en amerikansk jurist som mellan 1981 och 2006 var den första kvinnliga domaren i USA:s högsta domstol.
O'Connor föddes i El Paso i Texas men växte upp på en boskapsranch utanför Duncan i Greenlee County, Arizona. Hon utnämndes till ledamot i högsta domstolen av Ronald Reagan.

## Högsta domstolen
Under sin tid i högsta domstolen strävade O'Connor efter att upprätthålla en balans mellan statens intressen och individuell frihet, samtidigt som hon var noga med att basera sina beslut på noggrann juridisk analys snarare än på ideologiska grunder. Hon var i grunden en moderat konservativ men ansågs O'Connor ofta vara en så kallad "swing vote" i domstolen. Det innebar att hon kunde ta antingen en mer konservativ eller en mer liberal ställning, beroende på fallets karaktär. Ett av hennes mest framträdande avgöranden var i Planned Parenthood mot Casey 1992, där O'Connor röstade för att upprätthålla kärnan i Roe mot Wade, som etablerade rätten till abort. Trots att hon själv hade konservativa värderingar bidrog hon till att försvaga vissa restriktioner och bekräfta rätten till abort som grundläggande.
O'Connor spelade också en avgörande roll i Bush mot Gore (2000), fallet som avgjorde det omtvistade presidentvalet. Här röstade O'Connor med majoriteten för att stoppa omräkningen av röster i Florida, vilket i praktiken resulterade i att George W. Bush blev president.
I Grutter mot Bollinger (2003) visade O'Connor sitt stöd för begränsade former av positiv särbehandling, genom att skriva majoritetsåsikten som bekräftade användningen av ras som en faktor i antagningar till universitet, så länge det var en del av en holistisk bedömning av varje kandidat.
Efter att hon den 1 juli 2005 meddelat att hon tänker avgå från högsta domstolen, nominerade president George W. Bush John Roberts som hennes efterträdare. När sedan domstolens ordförande William Rehnquist avled drogs den kandidaturen tillbaka och Roberts nominerades och valdes istället till posten som chefsdomare. President Bush nominerade därefter Harriet Miers som efterträdare till O'Connor. Miers drog tillbaka sin kandidatur och Samuel Alito nominerades istället.
O'Connor var med i Iraq Study Group, kommissionen ledd av James Baker och Lee Hamilton, som i december 2006 publicerade sina rekommendationer för en ny strategi i Irakkriget.